# Tegenaria chumachenkoi
Espèce
Tegenaria chumachenkoi est une espèce d'araignées aranéomorphes de la famille des Agelenidae.

## Distribution
Cette espèce se rencontre en Russie en Ciscaucasie, en Azerbaïdjan, en Géorgie et en Turquie dans la province d'Artvin,.

## Description
La femelle holotype mesure 10,8 mm.
Les mâles mesurent de 8,5 à 9 mm.

## Systématique et taxinomie
Cette espèce a été décrite par Kovblyuk et Ponomarev en 2008.

## Étymologie
Cette espèce est nommée en l'honneur de Yuri A. Chumachenko.

## Publication originale
- Kovblyuk & Ponomarev, 2008 : « New and interesting spiders (Aranei: Agelenidae, Corinnidae, Gnaphosidae, Nemesiidae, Thomisidae) from the west Caucasus. » Caucasian Entomological Bulletin, vol. 4, no 2, p. 143-154 (texte intégral).